# فرودگاه اوریکا
فرودگاه اوریکا (به انگلیسی: Eureka Aerodrome) یک فرودگاه خصوصی باربری با کد یاتا YEU است که یک باند فرود شن دارد و طول باند آن ۱۴۶۴ متر است. این فرودگاه در کشور کانادا قرار دارد و در ارتفاع ۸۲ متری از سطح دریا واقع شده است.